# ラプター (ロケットエンジン)
ラプター (Raptor) は、アメリカ合衆国の宇宙企業スペースXが開発・運用する液体メタン/LOXの液体燃料ロケットエンジンである。同社が開発中の超大型ロケットであるスターシップ／スーパーヘビーに搭載されている。

## 概要
ラプターはスペースX社によって開発中の液化メタンを燃料とするロケットエンジンである。高性能の二段式打上げ機スターシップ／スーパーヘビーのエンジンとして開発されている。これまでのファルコン9が使用するマーリンがRP-1ケロシンと液体酸素 (LOX) を使用するのに対して、このエンジンは燃料として液化メタン、酸化剤としてLOXを使用する。
ラプターエンジンは現用のファルコン9の2段目エンジンであるマーリン1Dバキュームの6倍以上の推力を出す予定である。
広義のラプターのコンセプトは「高度に再利用可能なメタン二段燃焼サイクルエンジンで火星探査や火星の植民のための次世代のスペースXの打上げ機の動力を担う」ものとされる。
ラプターは高性能ながら極めて廉価でもあり、2019年のV1.0時点で1基辺りの製造コストは100万ドルを下回っているとされる。V2.0（ラプター2）では1基辺り25万ドルまで下げることが目標とされている。
初期型のラプターは、2020年から2021年にかけてのスターシップ試作機の飛行試験で用いられた。その後は新型の「ラプター2」へと移行しており、ラプター2は2023年4月の飛行試験で初飛行を果たした。さらに2024年8月には、より改良された「ラプター3」が完成している。

## 歴史

### 初期の構想
ラプターはスペースX社のマックス・ボゾフによって2009年にAIAA商業乗員/貨物シンポジウムで初めて議論された。2011年4月の時点でスペースXは少人数のスタッフでラプター上段エンジンの作業を進めており、この時点では燃料もメタンではなく液体水素 (LH2) と液体酸素 (LOX) を使用する予定で、優先度も低かった。2012年3月、ラプター上段エンジンの開発が進行中であるとの報道がされたが詳細は公表されなかった。
2012年10月、スペースX社は公式に「マーリンで使用中のRP-1燃料を使用しないマーリン1シリーズのエンジンの数倍の強力なエンジン」というロケットエンジンの概念の作業を公表したが使用する燃料の仕様は不明だった。今後「1年から3年」で詳細が固まる意向でこれらの大型のエンジンを複数使用するNASAのスペース・ローンチ・システムに匹敵する低軌道に150 - 200メトリックトン (150,000 - 200,000 kg) を投入する特筆すべき打ち上げ能力を持つ次世代のスペースX社のロケットに搭載予定であるとされた。

### メタンエンジンの発表と開発

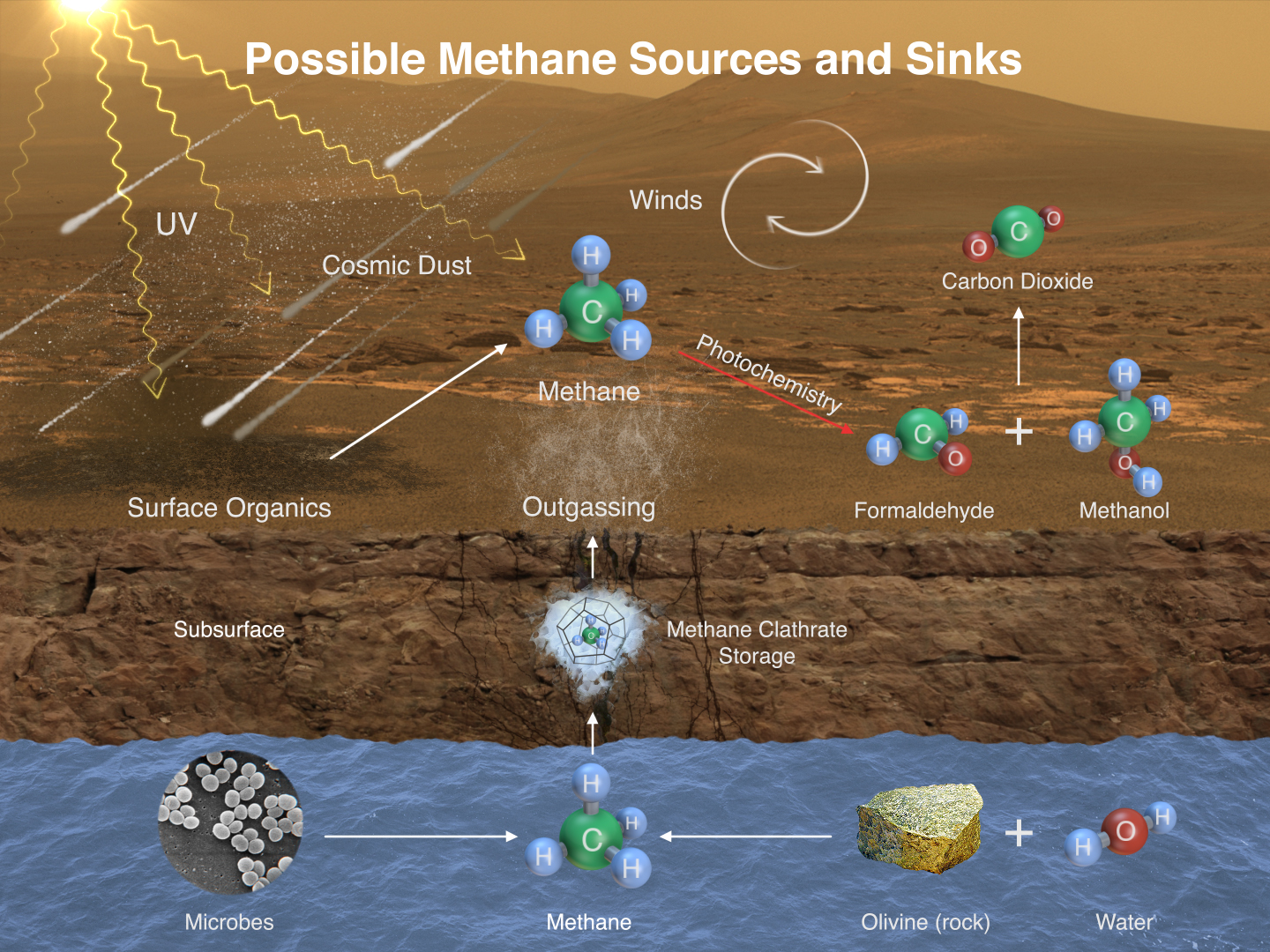
火星上の潜在的な地下のメタン (CH_{4}) 供給源

2012年11月にCEOのイーロン・マスクはスペースX社の推進部門がメタン燃料ロケットエンジンを開発するという新たな方針を発表した。彼はエンジンの概念の識別名称がラプターであることとともに、エンジンはメタン燃料の設計になる見通しであり、メタンはスペースX社の火星植民化計画の燃料として選ばれる予定であると述べた。
2009年にスペースX社によって公表された当時、ラプターは上段エンジン専用の概念であり、2012年の時点でも同様であったしかし、2014年初頭、スペースX社はラプターは新型の2段目同様に大型の直径10mのマーズ・コロニアル・トランスポーターにも使用される見込みであると言及し、それぞれのブースターコアはファルコン9のブースターコアが9基のマーリン 1Dエンジンを備えるのに似たような9基のラプターエンジンを備えるとされた。。
スペースX社が二段燃焼サイクルのメタンエンジンを検討中だったという兆しは、2011年5月にスペースX社がアメリカ空軍に対してケロシン燃料が主流の空軍の再利用型高推力メインエンジンソリューションと競合する選択肢としてメタンエンジンに関心があるかを尋ねた時にまで遡る。
2012年11月に公表された情報によると、スペースX社はラプターをシリーズ化する意向であるとされる。スペースX社はこのことを2013年10月に認めている。
しかしながら、スペースX社のCOOであるグウィン・ショットウエルは2014年3月、新エンジンの開発計画はフルサイズのラプターエンジンのみで、小型のメタンエンジンは予定していないと述べた。
2013年、10月、スペースX社はメタン燃料のラプターエンジンの試験をミシシッピ州ハンコック・カントリーのステニス宇宙センターで実施し、既存の試験設備に液化メタンエンジンの試験を支援するための設備を追加する予定であると発表した。2014年4月、スペースX社はステニス宇宙センターの試験設備についてラプターの試験に必要な改修作業が完了し、2014年5月末から試験を開始する予定であると発表した。
2013年10月にスペースX社はラプターエンジンの設計推力が2,940 kN (661,000 lbf) になると初めて公表したが、2014年初頭にはラプターエンジンはさらに高推力となると発表した。
2014年2月、スペースX社のロケットエンジン開発の最高責任者であるトム・ミュラーは設計中のラプターは9基のエンジンで100トン以上の貨物を火星に送る予定で、ロケットはこれまで公表されていたよりも強力で推力は4,400 kN (1,000,000 lbf) 以上となる見通しを示した。2014年6月に、ミュラーが述べたエンジンの目標性能は海面高度で推力6,900 kN（705トン）、真空中では8,200 kN（840トン）で比推力380秒とされる。初期の設計では真空中での比推力はわずか363秒と推定されていた。
2015年1月、イーロン・マスクは現在の推力の目標値を以前の発言より大幅に低いおよそ2,300 kN（230トン）であるとした。これは9基のエンジンにおいて彼が"多くのエンジンがあることに起因する"と言及したように、多くの問題がある事によるものである。

### 試験から初飛行へ

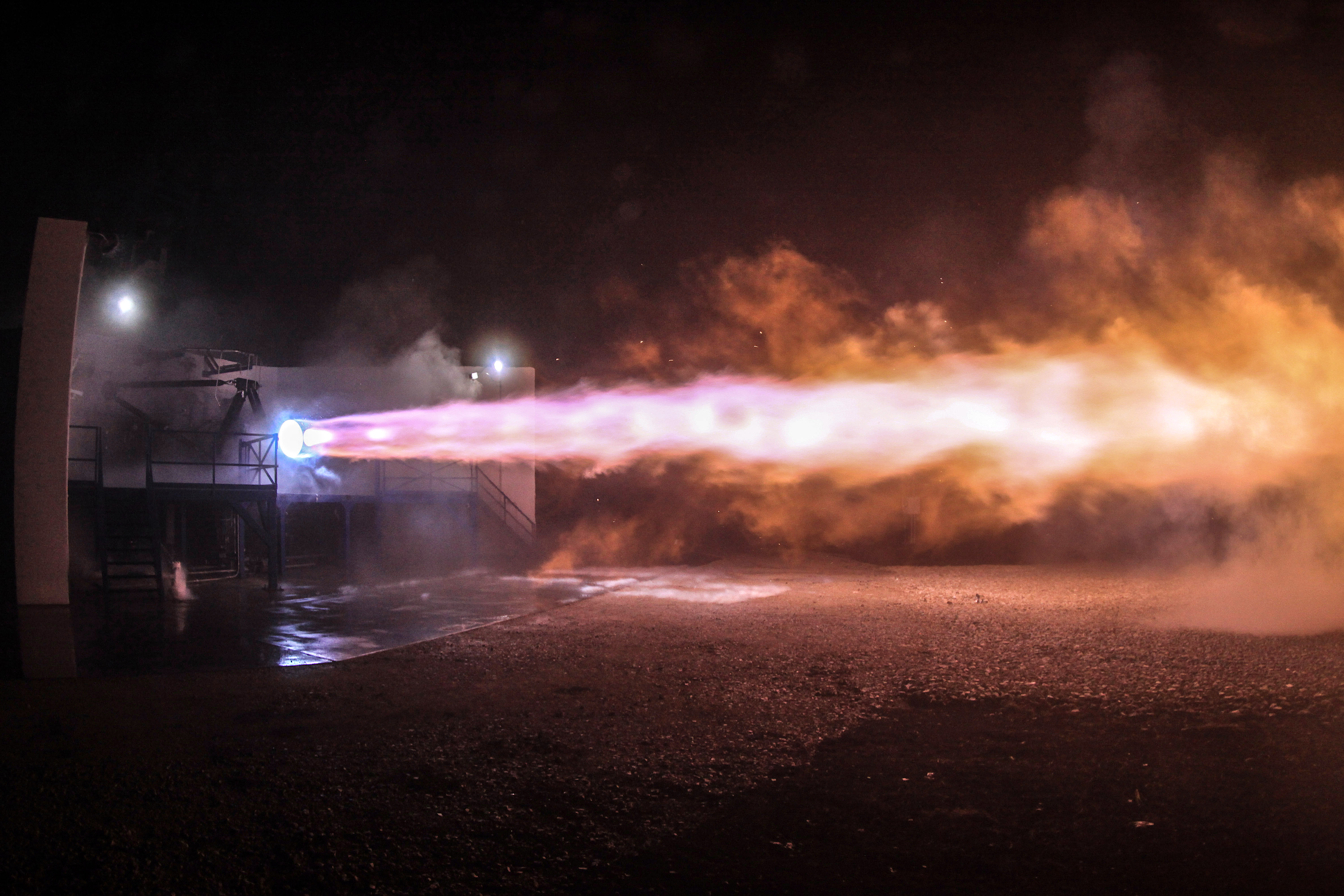
2016年の燃焼試験

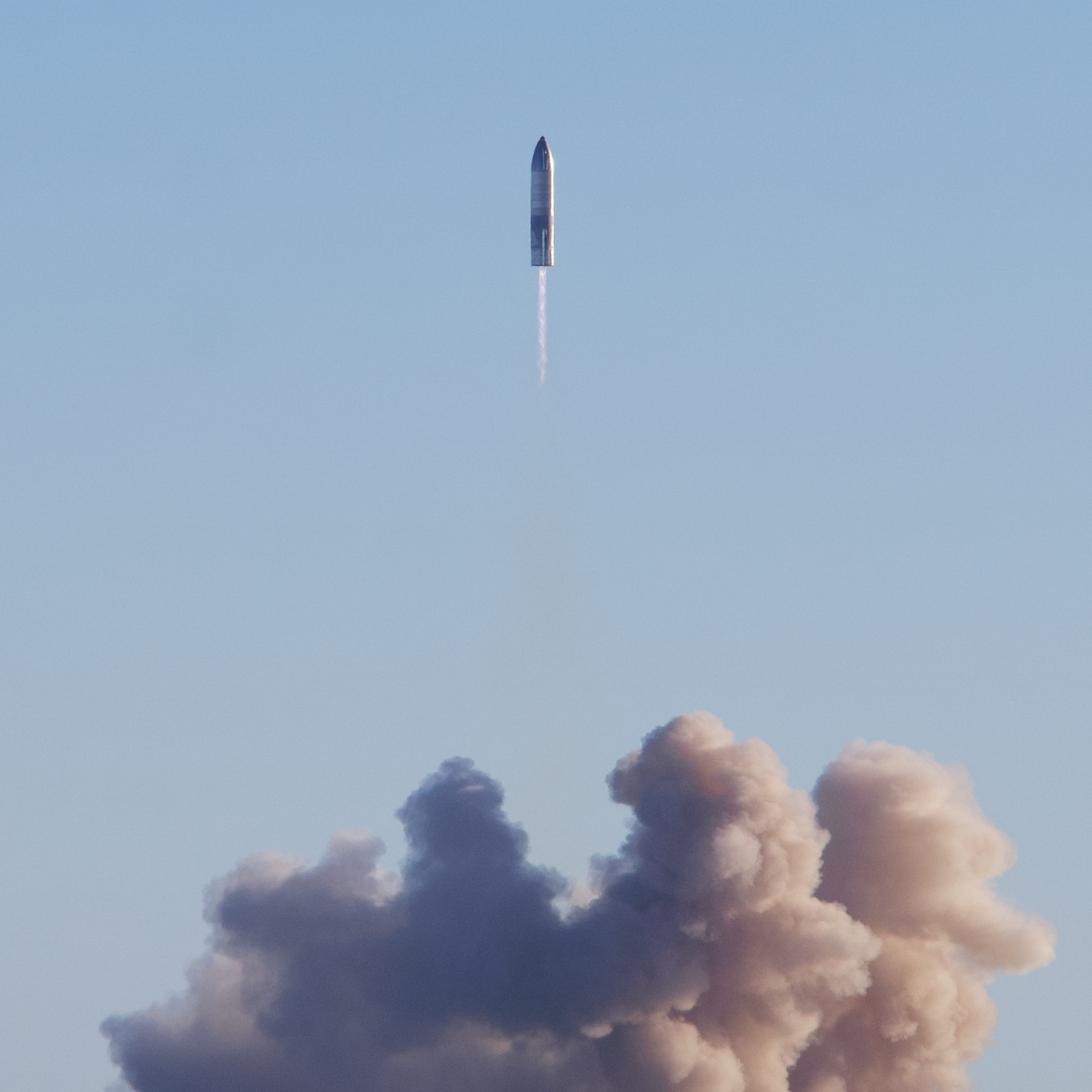
ラプターで飛行するスターシップSN8

2016年9月には、ラプターの初の燃焼試験が実施された。試験はテキサス州マクレガーに建設した同社の試験施設で行われ、燃焼時間382秒、推力3 MN、燃焼室圧300気圧を達成した。また、同月にはラプターを使用するロケットとして、ラプターを下段に42基、上段に9基も使用するインタープラネタリー・トランスポート・システム (ITS) の構想も発表された。ただし、ITSは翌年に発展型のBFR（後のスターシップ）に更新され、ラプターの数も下段に31基、上段に7基に変更されている。
2020年8月には、実際にラプターを搭載したスターシップ試験機 (SN5) が高度150mの飛行を果たした。同年12月には別の試験機 (SN8) が高度12.5kmの高高度飛行も果たしている。一方で2022年3月には、大幅に改良した「ラプター2」への移行が発表されており、ラプター2は2023年の飛行試験でスーパーヘビー (Booster 7) に搭載され初飛行を果たした。 スペースXは将来的に年に800~1000基のラプターを製造する意向を示している。
2023年5月には、さらなる改良を加えられた「ラプター3」の燃焼試験に成功した。ラプター3では、露出した配管が内部化され再生冷却されるようになった。また金属3Dプリンターで出力された部品を使うことで推進剤などの流路も内部化したことで、機体側に熱シールドや消火装置が不要となった結果、1t以上の軽量化を実現している。ラプター3の1号機は2024年8月に公開された際には、外観の簡素さからユナイテッド・ローンチ・アライアンスCEOでロケット・エンジニアのトリー・ブルーノが全ての部品を取り付けていないと誤認するほどであった。

## 設計
設計の初期段階では推進剤として液体水素と液体酸素を使用する予定だった。しかし、スペースXは液化メタンと液体酸素を推進剤として使用する方針に転換した。スペースXの現在の主エンジン（マーリンとケストレル）ではケロシンの一種であるRP-1と液体酸素を推進剤として使用する。スペースXのエンジン開発担当の副社長のTom Muellerは2014年2月19日にラプターエンジンは推力4,500 kNに設計される事を発表した。現在のマーリン1Dは推力689kNである。比推力は海面高度で321秒で、真空中では363秒である。

## 仕様

ラプターエンジンの設計

ラプターエンジンは現在のガス発生器サイクルで液体酸素/ケロシンを推進剤とするマーリンエンジンより効率的な液化メタンと液体酸素を推進剤とする二段燃焼サイクルを採用する 。スペースシャトルの主エンジン (SSME) や ロシアの複数のロケットエンジンと同様に二段燃焼サイクルが使用される。
より専門的にはラプターは100%の酸化剤と少ない燃料比で酸化剤用ターボポンプを駆動し、100%の燃料と少ない酸化剤比でメタン用ターボポンプを駆動する"フルフロー二段燃焼サイクル"を採用する。燃焼室に入る前の酸化剤と燃料の両方の流れは完全に気相である。2014年以前に製造されたフルフロー二段燃焼サイクルのロケットエンジンは、1960年代のソビエト連邦のRD-270と2000年代半ばのエアロジェット ロケットダイン社のインテグレーテッド・パワーヘッド・デモンストレーターの2例のみで、いずれも地上試験までの実施である。
ラプターは真空中での推力は8,200 kN (1,800,000 lbf) で離陸時の推力は6,900 kN (1,600,000 lbf) で真空中での比推力は380秒で海面高度では321秒を生み出すように設計中である。実際に製造されるエンジンの最終的な推力と比推力の仕様はスペースX社の数年間の開発行程を通して更新が予想される。
さらにフルフロー設計の更なる性能や信頼性の向上を含む以下の特性が計画された。 
- 従来のエンジンの設計において潜在的な故障の要因である燃料-酸化剤タービン間の絶縁が不要になる。
- ポンプシステムで必要とされる圧力が低圧化することにより、寿命が延び、破滅的な失敗の危険性を低減できる。
- 燃焼器の圧力を増やして全体的な性能を高めるか、もしくはより低温のガスを使用することで同程度の性能の二段燃焼サイクルエンジンよりも材料にかかる応力を大幅に減らし、材料に起因する故障を防ぎエンジンを大幅に軽量化できる[14]。

### 他のエンジンの設計との比較
| エンジン名                      | 真空中推力 [kN (lbf)] | 真空中比推力 [秒] | 推力 重量比 | エンジン型式                          |
| ------------------------------- | --------------------- | ----------------- | ----------- | ------------------------------------- |
| スペースX ラプターバキューム    | 2,400 (540,000)       | 380               |             | メタン/LOX フルフロー二段燃焼サイクル |
| スペースX ラプター              | 1,810 (408,000)       | 350               | 90          | メタン/LOX フルフロー二段燃焼サイクル |
| スペースX ラプター2             | 2,260 (507,000)       | TBD               | 143         | メタン/LOX フルフロー二段燃焼サイクル |
| スペースX ラプター3             | 3,200 (719,318)       | 350               | 200         | メタン/LOX フルフロー二段燃焼サイクル |
| ブルーオリジン BE-4             | 2,450 (550,000)       |                   | 80          | メタン/LOX 酸素リッチ二段燃焼サイクル |
| スペースX マーリン 1D           | 801 (180,000)         | 309               | 150         | RP-1/LOX ガス発生器サイクル           |
| スペースX マーリン 1C           | 610 (140,000)         | 304               | 96          | RP-1/LOX ガス発生器サイクル           |
| RD-170                          | 7,904 (1,777,000)     | 337               | 85          | RP-1/LOX 酸素リッチ二段燃焼サイクル   |
| RD-180                          | 4,150 (930,000)       | 338               | 78          | RP-1/LOX 酸素リッチ二段燃焼サイクル   |
| RS-25（スペースシャトル, SLS）  | 2,280 (510,000)       | 453               | 73          | LH/LOX 二段燃焼サイクル               |
| LE-7A                           | 1,074（241,000）      | 438               | 62.2        | LH/LOX 二段燃焼サイクル               |
| LE-9                            | 1,471 (323,000)       | 425               |             | エキスパンダブリードサイクル          |
| RS-68                           | 3,370 (758,000)       | 409               | 45.3        | LH/LOX ガス発生器サイクル             |
| ヴァルカン2                     | 1,340 (305,500)       | 434               | 81          | LH/LOX ガス発生器サイクル             |
| ロケットダイン F-1（サターンV） | 7,740 (1,740,000)     | 304               | 83          | RP-1/LOX ガス発生器サイクル           |

## エンジン試験

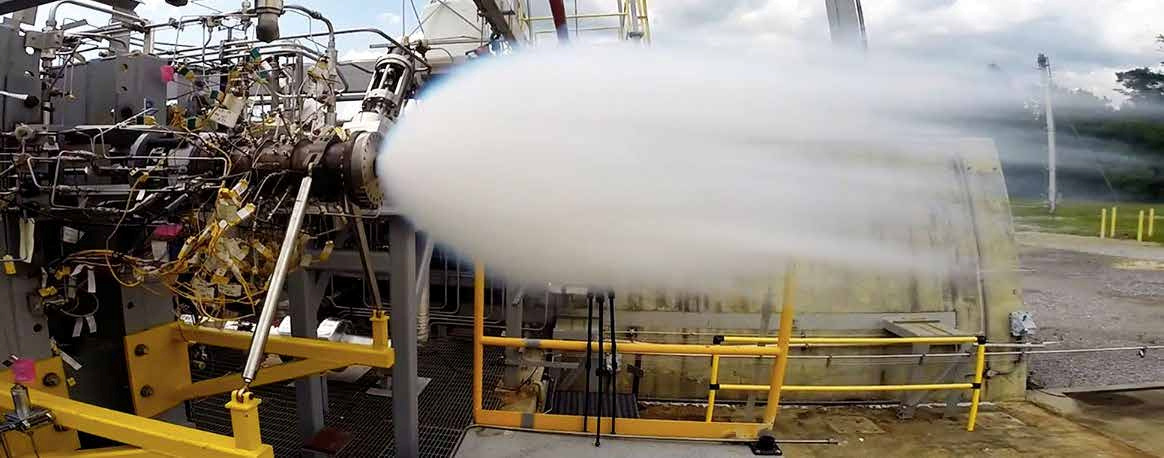
ラプターの酸素プレバーナーの試験（2015年）

ラプターメタンエンジンの構成要素の初期の試験はミシシッピ州ハンコックのジョン・C・ステニス宇宙センターでスペースＸ社によって既存の試験設備に液体メタンエンジンの試験を支援する為の装置を追加して実施された 。ステニスでの初期の試験はステニスのE-2試験施設は推力440 kN (100,000 lbf) までしか対応できないので実物大のラプターの試験には不十分なのでラプターエンジンの構成要素の試験に限定された。2013年10月のラプターエンジンの開発で真空中での推力が2,940 kN (661,000 lbf) 以上に設計された事に関連してステニスの試験実施が協議された。高推力、仕様は同社によって2014年2月に協議されたが、初期の開発エンジンで高推力に到達できるかは不明であった。2014年8月、スペースXはステニスで初期の構成要素である高容量ガス噴射装置の試験を実施した。
スペースX社によって改良されたステニスの試験設備は今後はスペースXへの貸借完了後、他社も利用できる予定である。
スペースXはより大推力の実機大のラプターエンジンを扱うために新しいエンジン試験設備の建設または既存の施設の改修が必要だと見られる 。ステニス宇宙センターのB-2試験設備は既にNASAの推力 7,440 kNのSLSコア・ステージの試験の為に改修済みである。